# Comando settore aeronautico est
Il Comando settore aeronautico est era un Alto Comando della Regia Aeronautica nato nell'agosto 1936 nell'ambito dell'Africa Orientale Italiana.

## Storia
Il Comando di Settore di Dire Daua nasce il 3 agosto 1936.
Il 1º ottobre 1936 il Settore Est era formato dagli Aeroporti nel settore: Aeroporto di Dire Dawa, Aeroporto di Giggiga ed Aeroporto di Assab.
Lo schieramento del settore iniziale era così composto:
- Dire Daua:
  - Comando 9º Stormo:
    - XXIX Gruppo;
    - XLV Gruppo;
    - 107ª Squadriglia;
- Giggiga:
  - Comando XXXI Gruppo:
    - 66ª Squadriglia;
    - 108ª Squadriglia;
- Assab:
  - XXVI Gruppo:
    - 105ª Squadriglia;
    - 108ª Squadriglia.

Il Comando di settore viene chiuso alla fine dell'agosto 1937; dal 1º settembre le basi aeree di Giggiga e Dire Daua entrano nel Comando del settore ovest; la base di Assab entra nel Comando di settore aeronautico nord.